# 드미트리 솁첸코 (펜싱 선수)
드미트리 스테파노비치 솁첸코(러시아어: Дми́трий Степа́нович Шевче́нко, 1967년 11월 13일~)는 러시아의 펜싱 선수로 주 종목은 플뢰레이다. 애틀랜타에서 열린 1996년 하계 올림픽의 플뢰레 단체전에서 금메달을 획득하였고, 시드니에서 열린 2000년 하계 올림픽의 플뢰레 개인전에서는 동메달을 획득하였다. 1995년에는 세계 선수권 대회에서 남자 플뢰레 개인 부문 우승을 거두기도 하였다.